# Мошика, Хоакин
Хоакин Алехандро Мошика Чапа (исп. Joaquín Alejandro Moxica Chapa; род. 27 января 2006) — мексиканский футболист, нападающий клуба «Монтеррей».

## Клубная карьера
Мошика — воспитанник клуба «Монтеррей». 5 ноября 2023 года в матче против «Пачуки» он дебютировал в мексиканской Примере. 

## Международная карьера
В 2023 году в составе юношеской сборной Мексики Мошика выиграл юношеском Кубке КОНКАКАФ в Гватемале. На турнире он сыграл в матчах против сборных Кюрасао, Гватемалы, Никарагуа, Сальвадора, США и дважды Панамы. В поединке против кюрасаосцев Хоакин забил гол.

## Достижения
Международные
 Мексика (до 17)
- Победитель Юношеского кубка КОНКАКАФ — 2023